# جيرهارد فريدريك
جيرهارد فريدريك (بالألمانية: Gerhard Friedrich)‏ هو طيار ألماني، ولد في 16 سبتمبر 1917 في برلين في ألمانيا، وتوفي في 17 مارس 1945 في شتوتغارت في ألمانيا.